# 쉬란 고속철도
쉬란 고속철도(중국어: 徐兰高速铁路)는 중화인민공화국의 쉬저우 동역과 란저우 서역을 연결하는 고속철도이다. 2017년 7월 9일에 전 구간이 완전 개통되면서 전체 길이가 1,363km에 달하다.

## 역사
- 2005년 9월 1일 : 정시 고속철도 구간 착공.
- 2009년 11월 22일 : 시바오 고속철도 구간 착공.
- 2010년 2월 6일 : 정시 고속철도 구간 개통.
- 2012년 10월 : 바오란 고속철도 구간 착공.
- 2012년 12월 26일 : 정쉬 고속철도 구간 착공.
- 2013년 12월 28일 : 시바오 고속철도 구간 개통.
- 2016년 9월 10일 : 바오란 고속철도 구간 개통.
- 2017년 7월 9일 : 정쉬 고속철도 구간 개통.

## 현황
- 현재 운행 중인 노선은 녹색으로 표기되었다.

| 노선            | 비고                                         | 영업 최고 속도 | 영업 거리 (km) | 착공 시기        | 완공 시기        |
| --------------- | -------------------------------------------- | -------------- | -------------- | ---------------- | ---------------- |
| 쉬란 고속철도   | 쉬저우에서 란저우까지 연결하는 고속철도 노선 | 350            | 1,363          | 2005년 6월 1일   | 2017년 7월 9일   |
| 정쉬 고속철도   | 정저우에서 쉬저우까지 연결하는 고속철도 노선 | 350            | 357            | 2012년 12월 26일 | 2016년 9월 10일  |
| 정시 고속철도   | 정저우에서 시안까지 연결하는 고속철도 노선   | 350            | 455            | 2005년 9월 1일   | 2010년 2월 6일   |
| 시바오 고속철도 | 바오지에서 시안까지 연결하는 고속철도 노선   | 350            | 148            | 2009년 11월 22일 | 2013년 12월 28일 |
| 바오란 고속철도 | 바오지에서 란저우까지 연결하는 고속철도 노선 | 350            | 403            | 2012년 10월      | 2017년 7월 9일   |

## 같이 보기
- 정쉬 고속철도
- 정시 고속철도
- 시바오 고속철도
- 바오란 고속철도